# Julöppet i Visby
Julöppet i Visby var ett radioprogram som under många år sändes på julaftonens morgon 00:00  - 02:00 direkt från Visby på Gotland. 
Programmet leddes av de båda radioveteranerna Tommy Wahlgren och Bertil Perrolf. Innehållet bestod i att Wahlgren och Perrolf vandrade runt i Visbys gränder och samspråkade om julen. Ofta hälsade de även på någon nattvandrande Visbybo och besökte Visby-familjen Törner, där de bjöds på ett glas glögg. Samspråkandet varvades med musik som Perrolf valt. Programmet inleddes alltid med att Perrolf stod nere vid havet och levererade en julbetraktelse, följt av julsången O helga natt i Jussi Björlings tappning. Många radiolyssnare sände in julhälsningar till programmet, och vissa av dessa lästes upp. Programmet sändes sista gången julaftonen 1999.

### Fotnoter
1. ↑  ”Svensk mediedatabas”. http://smdb.kb.se/catalog/search?q=Jul%C3%B6ppet+typ%3Aradio&sort=OLDEST. Läst 24 juni 2011.